# Белла (провінція Потенца)
Белла (італ. Bella) — муніципалітет в Італії, у регіоні Базиліката, провінція Потенца.
Белла розташована на відстані близько 290 км на південний схід від Рима, 27 км на північний захід від Потенци.
Населення — 5230 осіб (2014).

## Демографія
Населення за роками:

Станом на 1 січня 2023 року в муніципалітеті офіційно проживало 277 іноземців з 27 країн, серед них 56 громадян країн Євросоюзу та 18 громадян України.

## Сусідні муніципалітети
- Ателла
- Авільяно
- Бальвано
- Бараджано
- Муро-Лукано
- Руоті
- Сан-Феле